# 캡사이신
캡사이신(영어: capsaicin, 구조식: (CH3)2CHCH=CH(CH2)4CONHCH2C6H3-4-(OH)-3-(OCH3)은 알칼로이드의 하나이다. 고추속 식물의 유효성분 가운데 하나로, 인간을 포함한 포유류에 접촉했을 때 자극을 준다. 캡사이신과 이에 관련된 화합물을 캡사이시노이드(capsaicinoid)라고 부른다.
휘발성이자 지용성의 무색의 결정으로 알코올에는 녹기 쉽지만 냉수에는 거의 녹지 않는다. 섭취하면 수용체 활성화 채널의 하나인 TRPV1를 자극해, 실제로 온도가 상승하지는 않지만, 격렬한 발열감을 끌어 일으킨다. 이 기구는 멘톨에 의한 냉자극과 같은 반응이며, 또한 통각 신경을 자극하여 국소 자극 작용 혹은 매운 맛을 느끼게 한다. 체내에 흡수된 캡사이신은 뇌에 옮겨져 내장 감각 신경과 반응하여 부신의 아드레날린의 분비를 활발하게 촉진하며, 발한 및 강심 작용을 재촉한다.
고추의 매운 맛을 이끄는 주성분으로, 매운 맛의 국제 표준 지표인 스코빌 척도의 표준 물질이다.

## 같이 보기
- 스코빌 척도
- 고추
- 고추장